# Domanín (kraj południowoczeski)
Domanín – wieś i gmina w Czechach, w powiecie Jindřichův Hradec, w kraju południowoczeskim.
1 stycznia 2017 gminę zamieszkiwało 387 osób, a ich średni wiek wynosił 37,8 roku.